# Medveja
Medveja (olaszul: Medea) falu Horvátországban, Tengermellék-Hegyvidék megyében. Közigazgatásilag Lovranhoz tartozik.

## Fekvése
Fiume központjától 16 km-re délnyugatra, községközpontjától 3 km-re délre a Tengermelléken, az Isztriai-félsziget északkeleti részén, az Učka-hegység lábánál, a tengerparton  egy kis öbölben fekszik. Itt található a Kvarner-öböl egyik legszebb, hosszan elnyúló strandja. Közelében üdülőközpontot és kempinget építettek ki.

## Története
Medveja egykor kis halászfalu volt, mely a népi hagyomány szerint nevét a görög mitológiai hősnőről Médeiáról kapta. A helyi monda szerint Médeia szerelmével, Iaszónnal ideszökött, és egy ideig itt élt. 1880-ban 226, 1910-ben 262 lakosa volt. Az I. világháború után az Olasz Királyság szerezte meg ezt a területet, majd az olaszok háborúból kilépése után 1943-ban német megszállás alá került. 1945 után a területet Jugoszláviához csatolták, majd ennek széthullása után a független Horvátország része lett. A településnek 2011-ben 177 lakosa volt. Festői tengerpartja miatt a Kvarner-öböl egyik legnépszerűbb üdülőhelye számos szállodával, étteremmel és kiszolgáló létesítményekkel.

## Lakosság
| Lakosság változása | Lakosság változása | Lakosság változása | Lakosság változása | Lakosság változása | Lakosság változása | Lakosság változása | Lakosság változása | Lakosság változása | Lakosság változása | Lakosság változása | Lakosság változása | Lakosság változása | Lakosság változása | Lakosság változása | Lakosság változása |
| ------------------ | ------------------ | ------------------ | ------------------ | ------------------ | ------------------ | ------------------ | ------------------ | ------------------ | ------------------ | ------------------ | ------------------ | ------------------ | ------------------ | ------------------ | ------------------ |
| 1857               | 1869               | 1880               | 1890               | 1900               | 1910               | 1921               | 1931               | 1948               | 1953               | 1961               | 1971               | 1981               | 1991               | 2001               | 2011               |
| 0                  | 0                  | 226                | 177                | 193                | 262                | 0                  | 0                  | 208                | 180                | 168                | 157                | 175                | 177                | 170                | 177                |